# Geiswasser
Geiswasser é uma comuna francesa na região administrativa de Grande Leste, no departamento Alto Reno. Estende-se por uma área de 8,26 km². Em 2010 a comuna tinha 302 habitantes (densidade: 36,6 hab./km²).